# Iglesia de San Sebastián (Villacastín)
La iglesia de San Sebastián, conocida popularmente como Catedral de la Sierra, situada en la localidad de Villacastín (provincia de Segovia, comunidad autónoma de Castilla y León, España) es un templo de estilo gótico y herreriano. No se conservan los planos originales de la iglesia, cuya construcción es anterior a la del monasterio de El Escorial (con el que comparte estilo) y que sirvieron de modelos para las trazas de otros templos.

## Historia
En el siglo XVI la localidad segoviana de Villacastín es uno de los centros productores más importantes de la Mesta. Con los grandes ingresos, en 1529 el concejo inicia las obras de la gran iglesia, acorde con la importancia de la localidad. 
Se ha atribuido sus trazas a fray Antonio de Villacastín, pero no es factible tal autoría, por cuanto el monje arquitecto de la orden jerónima contaba con dieciséis años de edad en 1529, cuando se inicia la construcción de la "Catedral de la Sierra", como le gustaba decir al Marqués de Lozoya. Los historiadores atribuyen la obra a Rodrigo Gil de Hontañón.

## Descripción
La fachada oeste es clasicista. Tiene una torre de planta cuadrada aunque en proyecto debía tener dos.
La puerta de acceso es de arco de medio punto con dobles columnas exentas y coronada con un nicho del titular y un pequeño frontón.
En su interior quedan recuerdos góticos del arquitecto Rodrigo Gil de Hontañón, quien fuera muy posiblemente su tracista, aunque no hay constatación escrita por haberse perdido el primer libro de fábrica de la obra. Tiene planta de salón, típica de las iglesias de Castilla del siglo XVII, con esbeltas naves que dan sensación de grandiosidad.
El retablo mayor es muy valioso con esculturas a tamaño real y lienzos de Alonso de Herrera. Tiene 20 metros de altura y es renacentista. El coro alto se halla a los pies y también hay un gran órgano.
En el muro norte se encuentra una capilla cuadrada con los escudos de sus patronos el obispo Alonso de Mexía Tovar y familia.
Tiene una magnífica reja.
Hay un púlpito con las figuras de los evangelistas en yeso policromado, obra muy original.